# Fiesse

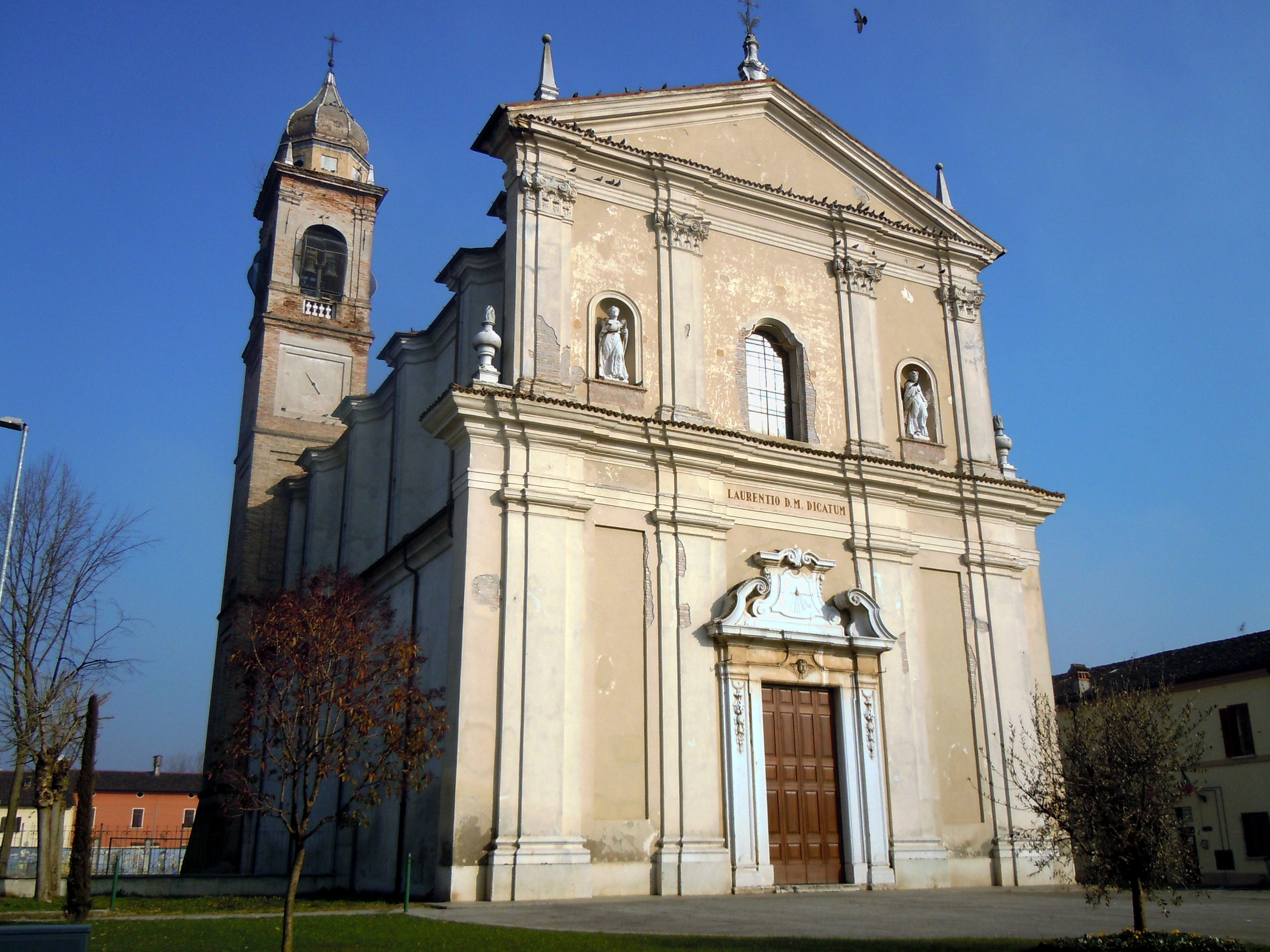
Kirche des Laurentius in Fiesse

Fiesse ist eine norditalienische Gemeinde (comune) mit 2022 Einwohnern (Stand 31. Dezember 2023) in der Provinz Brescia in der Lombardei. Die Gemeinde liegt etwa 34 Kilometer südsüdöstlich von Brescia und grenzt an die Provinzen Cremona und Mantua. Einige Kilometer südlich fließt der Oglio.

## Persönlichkeiten
- Emiliano Bonazzoli (* 1979), Fußballspieler, in Fiesse aufgewachsen